# わが家
『新春ドラマ特別企画 わが家』（しんしゅんドラマとくべつきかく わがや）は、毎日放送（MBS）制作、TBS系全国ネットで2015年1月4日21:00より放送されたスペシャルドラマ。

## キャスト
- 桜木一歩（さくらぎ いっぽ） - 向井理（少年期：藤本哉汰）
- 桜木鯛子（さくらぎ たいこ） - 田中裕子
- 桜木ほの香（さくらぎ ほのか） - 村川絵梨（少女期：鎌田英怜奈）
- 桜木武士（さくらぎ たけし） - 長塚京三
- 門脇麗美（かどわき れみ） - 市川実日子
- 倉田百合雄（くらた ゆりお） - きたろう
- 村越琴子（むらこし ことこ） - 草村礼子
- 白鳥吐夢子（しらとり とむこ） - 濱田マリ
- 緑川悦世 - 大島蓉子
- 小野塚紀明 ‐ 堀内正美
- 小野塚智香 ‐ 藤吉久美子
- 黒坂真美
- 森山栄治
- 植木祥平
- 広岡由里子
- 井上肇
- 廣澤恵
- 市原清彦

ほか

## 主題歌
- 高畑充希feat.KOBUDO -古武道-「ホームにて」[1][2]

作詞：中島みゆき / 作曲：中島みゆき / 編曲：妹尾武

## スタッフ
- 作：井沢満
- 音楽：渡辺俊幸
- 演出：竹園元(MBS)
- 料理監修：赤堀博美
- 医療監修：堀エリカ
- アクションコーディネーター：剣武会
- 番組宣伝：諸冨洋史(MBS)、内藤史(MBS)
- 技術協力：フォーチュン、Kカンパニー、ブル
- 音響効果：メディアハウスサウンドデザイン
- 美術協力：アックス
- スタジオ：緑山スタジオ・シティ
- プロデューサー：竹園元(MBS)、深迫康之(MBS)、布施等(MMJ)
- 制作協力：MMJ
- 製作著作：MBS

## 受賞
- 平成27年度（第70回）文化庁芸術祭賞・テレビ・ドラマ部門 優秀賞[3]

## 関連商品

### 書籍
- 小説版：わが家（2014年12月4日、著：井沢満、竹書房）ISBN 978-4801900943

### 映像作品
- DVD：わが家（2015年4月28日予定、TCエンタテインメント）TCED-2582